# Stupice
Stupice jsou vesnice v okrese Praha-východ ve Středočeském kraji. Od roku 1964 patří k obci Sibřina.
Podle posledního sčítání obyvatel zde žije v 31 domech celkem 90 obyvatel.

## Poloha a doprava
Stupice leží na východ od Prahy těsně od jejích hranic. Na západě sousedí s pražskými částmi Královice a Hájek u Uhříněvsi, na severozápadě s částí Koloděje. Na východě sousedí s obcí Sibřina. Ve vsi pramení Sibřinský potok.
Vesnice je začleněna do systému pražské integrované dopravy. Nachází se zde zastávka "Sibřina,Stupice", která je obsluhovaná linkou 303 (Praha, Černý Most -Sibřina - Křenice). Stupicemi neprochází žádná železniční trať, nejbližší železniční zastávkou je Praha-Klánovice na trati 011.

## Historie
První zmínka o Stupicích pochází z konce 13. století, doložená písemná zmínka se pak datuje k roku 1346, kdy se ves nazývala Stopicz.
Stupice do 1. světové války patřily k obci Královice, poté byly samostatné až do roku 1964, kdy byly připojeny k obci Sibřina.